# Échansonnerie des papes

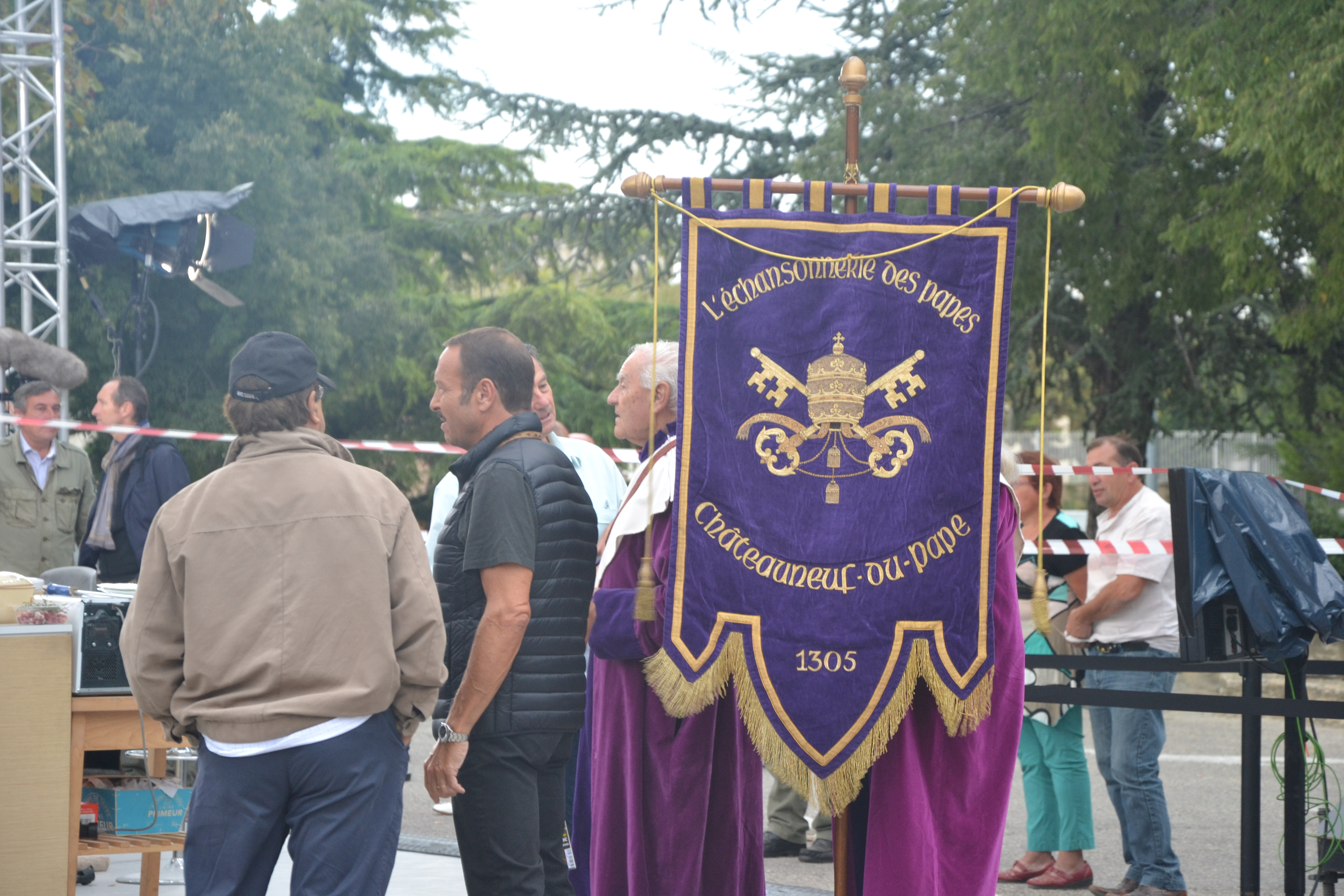
Vincent Ferniot et l'échansonnerie des papes lors de l'enregistrement de l'émission de France 3 Midi en France, à Châteauneuf-du-Pape

L'Échansonnerie des papes est une confrérie vineuse de Châteauneuf-du-Pape, fondée en 1967.

## Historique
L'Échansonnerie des papes est fondée en 1967 par le docteur Philippe Dufays qui en fut le premier grand maître.

## Description

### Activités
Le but de l'échansonnerie est de renouer avec les grandes heures du passé pontifical de l'AOC châteauneuf-du-pape et de les maintenir vivaces.
L'ancien cellier pontifical du château de Châteauneuf-du-Pape, où l'échansonnerie tient ses chapitres, possède une chambre d'apparat, la camera paramenti, où siègent uniquement ses dignitaires au nombre de cinquante-sept. Ce qui explique que la confrérie est constituée de trois groupes. Les grands échansons dignitaires, qui sont les membres fondateurs ou associés, les camériers et grands camériers, membres bienfaiteurs, enfin les échansons et grands échansons des papes.
Le grand maître et ses compagnons sont revêtus d'une toque et d'une robe lie de vin, ainsi que d'un camail blanc à revers lie de vin, sur lequel pend la clef du cellier pontifical.

### Cérémonial
Deux fois par an, l'ancien cellier pontifical, aménagé en salle de réception en 1960 par la municipalité, sert de cadre de prestige aux conseils de l'échansonnerie pour y introniser de nouveaux membres. Au cours de ces soirées, les impétrants reçoivent symboliquement une clé de la cave pontificale. Ce sont les membres d'honneur qui entrent à l'Échansonnerie par intronisation. Ceux-ci sont essentiellement des personnalités du monde de la gastronomie, du sport, du vin, venues de France et d'ailleurs.
Tout le cérémonial s'inspire de l'histoire de la cour pontificale avignonnaise. Les futurs intronisés, tous parrainés par un dignitaire, sont reçus dans le cellier pontifical. Ils font face à la camera paramenti ornée d'oriflammes dans laquelle ont pris place les dignitaires en grande tenue. La cérémonie est ouverte par le grand auditeur suivi du maîtres des requêtes. Ils invitent les postulants à se soumettre à l'épreuve de la dégustation après avoir vu leur cause défendue par avocats et procureurs.
Ce sont eux qui présentent le postulant à leurs pairs. Leur discours en rappelle les mérites réels ou supposés, en des termes où se mêlent louanges, anecdotes et parfois aussi humour. Après dégustation, chaque postulant entre dans la camera paramenti à l'appel du grand maître pour y être adoubé. Son intronisation prend fin après qu'il a signé le livre d'or, reçu son diplôme et la clef du cellier des papes.
La cérémonie se clôture par un grand repas aux chandelles de style tout médiéval. Chaque année, au mois de décembre, une soirée exceptionnelle est organisée dans la salle du grand Tinel du palais des papes d'Avignon.

## Membres

### Grands maîtres
Au grand maître Philippe Dufays succéda Paul Coulon. C'est actuellement son fils Frédéric Coulon qui assume cette charge. 

### Quelques illustres intronisés
Parmi les personnalités ayant été reçues à l'échansonnerie des papes, il y eut :